# ألفرد أ. كيف
ألفرد أ. كيف (بالإنجليزية: Alfred A. Cave)‏ هو مؤرخ أمريكي، ولد في 8 فبراير 1935 في ألباكركي في الولايات المتحدة.